# Коткишевское сельское поселение
Котки́шевское се́льское поселе́ние — упразднённое муниципальное образование в Нейском районе Костромской области.
Административный центр — село Коткишево.

## История
Коткишевское сельское поселение образовано 30 декабря 2004 года в соответствии с Законом Костромской области № 237-ЗКО, установлены статус и границы муниципального образования.
Законом Костромской области от 18 марта 2021 года № 65-7-ЗКО упразднено в связи с преобразованием муниципального района город Нея и Нейский район в Нейский муниципальный округ.

## Население
| 2008 | 2010 | 2012 | 2013 | 2014 | 2015 | 2016 |
| ---- | ---- | ---- | ---- | ---- | ---- | ---- |
| 504  | ↘312 | ↘308 | ↗312 | ↘306 | ↘292 | ↗293 |
| 2017 | 2018 | 2019 | 2020 |      |      |      |
| ↘292 | ↘275 | ↘264 | ↗266 |      |      |      |

## Состав сельского поселения
| №  | Населённый пункт | Тип населённого пункта       | Население |
| -- | ---------------- | ---------------------------- | --------- |
| 1  | Алексеевское     | деревня                      | ↘1        |
| 2  | Ванеево          | деревня                      | ↗22       |
| 3  | Великово         | деревня                      | ↘3        |
| 4  | Горевое          | деревня                      | →0        |
| 5  | Гридкино         | деревня                      | →0        |
| 6  | ГЭС              | посёлок                      | ↗1        |
| 7  | Дементьево       | деревня                      | ↗2        |
| 8  | Дорофеево        | деревня                      | ↘4        |
| 9  | Елино            | деревня                      | ↗58       |
| 10 | Коткишево        | село, административный центр | ↗300      |
| 11 | Новая Деревня    | деревня                      | →0        |
| 12 | Свинкино         | деревня                      | →0        |
| 13 | Уржум            | деревня                      | ↗78       |
| 14 | Федяково         | деревня                      | ↗6        |